# Klaxon (marque)
Ne pas confondre avec le groupe français Klaxon ou le groupe britannique Klaxons.
Cet article possède un paronyme, voir Le Clacson.

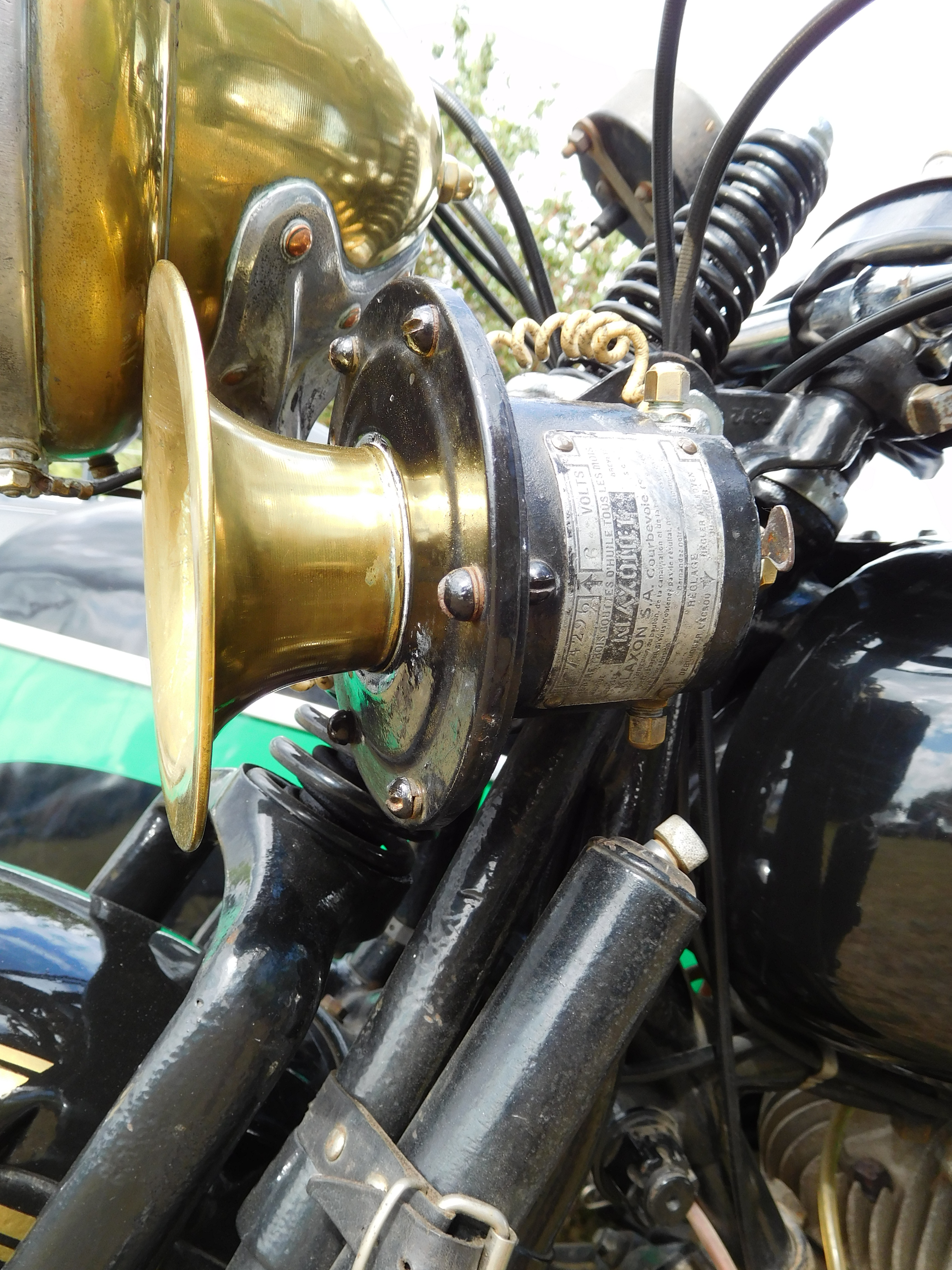
Klaxon de moto des années 1930.

Klaxon est une marque commerciale déposée depuis 1908. Le mot « klaxon » désigne communément aujourd'hui, par antonomase, un avertisseur sonore.

## Origine du nom
Le mot « klaxon » a été inventé par son premier fabricant, l'Américain Franklyn Hallett Lovell Jr., d'après le mot grec « klazō », qui signifie « hurler ».
« Klaxon » étant une marque déposée, il doit légalement débuter par une majuscule  (« des Klaxons ») mais l'usage ordinaire traite ce mot comme un nom commun et ne le fait pas commencer par une majuscule (« donner un coup de klaxon » ; « Le klaxon de quelque auto perdue »,). Le mot prend la marque du pluriel selon certains ouvrages, mais il est invariable selon d'autres. Il a même formé un verbe dérivé : « klaxonner » (utiliser un avertisseur sonore).

## Historique
Franklyn Hallett Lovell Jr. est à l'origine de la Lovell-McConnell Manufacturing Company, installée à Newark, dans le New Jersey. Dès 1908, cette société fabrique et distribue sous licence l'avertisseur sonore pour véhicules inventé par Miller Reese Hutchison (en).
La United Motors Company achète Lovell-McConnell en 1916, la rebaptise « Klaxon Company », et va rendre le Klaxon standard sur toutes les automobiles produites par General Motors. En 1924, Remy Electric Company (une division de General Motors qui deviendra Delco-Remy en 1926), rachète la Klaxon de Newark et déplace la production à Anderson, Indiana,. La marque sera cédée à la fin des années 1990.
« Klaxon Signals » est une marque détenue par la société britannique Texecom Ltd.. Elle ne produit que des sirènes anti-incendies et matériels liés.
La marque pour les avertisseurs automobiles est la propriété actuelle de la société italienne FIAMM (it) (déposée sous les numéros 1612182 et 319383 auprès de l'INPI).